# دانييل بيريز سانشيز
دانييل بيريز سانشيز (بالإسبانية: Heriberto Pérez Sánchez)‏ هو سياسي مكسيكي، ولد في 16 مارس 1955 في ولاية مكسيكو في المكسيك. حزبياً، نشط في حزب الثورة الديمقراطية. وقد انتخب عضو مجلس النواب المكسيك.